# 洛伊德·莫斯比
洛伊德·安東尼·莫斯比（英語：Lloyd Anthony Moseby，1959年11月5日—），綽號「Shaker」，為前美國職棒大聯盟的外野手，生涯曾效力於藍鳥、老虎與日職的讀賣巨人等隊。

## 職業生涯
莫斯比在1978年大聯盟選秀成為選秀榜眼，並在1980年5月24日登上大聯盟。他有3季達成單季破百分打點，並多次完成單季30盜。他在1983年和1984年的MVP票選都在前25名。
1980年代，他和喬治·貝爾及傑西·巴菲爾德成為了球隊的主力先發外野手。1983年4月19日，莫斯比在比賽中敲出再見全壘打，幫助球隊2分險勝老虎。1989年球季結束後，莫斯比與老虎隊簽約。不過他在老虎並未獲得太多出賽空間，因此打了兩年後，他便飛往日本，加入讀賣巨人。
1993年球季結束後，莫斯比便宣布退休。他在1998年和1999年曾擔任藍鳥的一壘指導教練。2018年，他入選加拿大棒球名人堂。

## 生涯成績
| 出賽次數 | 打席  | 打數  | 得分 | 安打  | 二安 | 三安 | 全壘打 | 打點 | 盜壘 | 保送 | 三振  | 打擊率 | 上壘率 | 長打率 | OPS  |
| -------- | ----- | ----- | ---- | ----- | ---- | ---- | ------ | ---- | ---- | ---- | ----- | ------ | ------ | ------ | ---- |
| 1,588    | 6,574 | 5,815 | 869  | 1,494 | 273  | 66   | 169    | 737  | 280  | 616  | 1,135 | .257   | .332   | .414   | .746 |

## 外部連結
- 球員資訊和成績在MLB ，ESPN ，Retrosheet ，Baseball Reference ，Baseball Reference (Minors) ，Fangraphs ，The Baseball Cube （英文）